# Bunty Pulls the Strings
Bunty Pulls the Strings è un film muto del 1921 prodotto e diretto da Reginald Barker. Aveva come interpreti Leatrice Joy, Russell Simpson, Raymond Hatton, Cullen Landis, Casson Ferguson, Josephine Crowell, Edythe Chapman.
La sceneggiatura di J.G. Hawks e Charles Kenyon si basa su Bunty Pulls the Strings, a Scottish Comedy in Three Acts, lavoro teatrale di Graham Moffat andato in scena in prima a Londra 4 luglio 1911. A Broadway, la commedia fu presentata al Collier's Comedy Theatre il 10 ottobre 1911.

## Trama

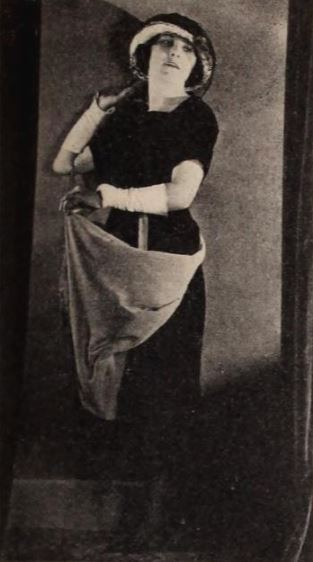
Leatrice Joy nel film

Bunty Biggar, sorella di Rab e Jeemy, vive coi fratelli e con il padre Tammas in un piccolo villaggio scozzese. Jeemy, un giorno, confessa di avere rapinato una banca e chiede al padre di aiutarlo a rimettere i soldi al loro posto. Tammas prende allora il denaro che gli era stato affidato da Susie Simpson, una zitella che ha delle mire su di lui. Ma Susie, ascoltando una conversazione telefonica tra Tammas ed Eelen, una vecchia amica, scopre la malversazione dell'uomo e, a questo punto, gli richiede indietro il suo denaro. Non avendolo restituito, Tammas si vede messo alla gogna da Susie, che denuncia il malfatto in chiesa davanti a tutta la comunità. Bunty intercede per il padre e restituisce i soldi che le vengono prestati da Weelum. Quest'ultimo, innamorato di Bunty, la prende in moglie: le nozze vengono celebrate con una doppia cerimonia, che vede davanti all'altare anche Tammas ed Eelen.

## Produzione
Il film fu prodotto dalla Reginald Barker Productions.

## Distribuzione
Il copyright del film, richiesto dalla Goldwyn, fu registrato il 28 novembre 1920 con il numero LP15851.

Distribuito dalla Goldwyn Pictures Corporation, il film uscì nelle sale statunitensi il 2 gennaio 1921.
Non si conoscono copie ancora esistenti della pellicola che viene considerata presumibilmente perduta.